# Zbigniew Głowaty

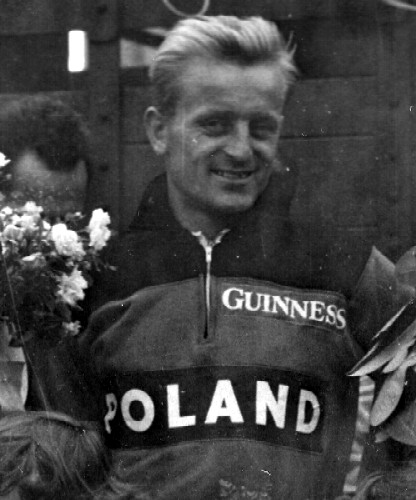
Zbigniew Głowaty 1963

Zbigniew Głowaty (* 4. März 1932 in Hnilice, Polen, jetzt Hnylyzi (Гнилиці), Ukraine; † 20. Juni 2014) war ein polnischer Radrennfahrer.

## Palmarès
| Jahr | Erfolg | Rennen                                          |
| ---- | ------ | ----------------------------------------------- |
| 1956 | 3.     | 5. Etappe Polen-Rundfahrt                       |
| 1957 | Sieger | 3. Etappe Polen-Rundfahrt                       |
| 1957 | 2.     | Nationalmeisterschaft, Querfeldeinrennen, Polen |
| 1958 | 3.     | Nationalmeisterschaft, Querfeldeinrennen, Polen |
| 1958 | Sieger | 4. Etappe Österreich-Rundfahrt                  |
| 1958 | Sieger | 5. Etappe Österreich-Rundfahrt                  |
| 1958 | Sieger | 10. Etappe Friedensfahrt                        |
| 1960 | 2.     | Nationalmeisterschaft, Querfeldeinrennen, Polen |
| 1963 | Sieger | 5. Etappe FBD Insurance Rás                     |
| 1963 | Sieger | Gesamtwertung FBD Insurance Rás                 |